# Волков, Александр Петрович (государственный деятель)
Александр Петрович Волков (1910—1990) — советский государственный деятель. Член ЦК КПСС в 1956—1971 годах. Депутат Верховного Совета СССР 4—8 созывов.

## Биография
В 1936 году окончил МАИ.
- 1925—1926 гг. — ученик медника, учащийся ФЗУ при заводе № 1 Авиахима, Москва.
- 1926—1930 гг. — рабочий-медник завода № 1 Авиахима.
- 1930—1936 гг. — студент института.
- 1936—1937 гг. — инженер-конструктор авиазавода № 22, Москва.
- 1937—1938 гг. — начальник конструкторской группы авиазавода № 124, Казань.
- 1938—1939 гг. — начальник конструкторской группы авиазавода № 84, Москва.
- 1939—1952 гг. — в Московском областном комитете ВКП(б): инструктор промышленного отдела, заместитель заведующего отделом оборонной промышленности, заведующий отделом авиационной промышленности, заместитель секретаря обкома по авиационной промышленности, секретарь обкома (с 1950).
- 1952—1956 гг. — председатель исполнительного комитета Московского областного совета, одновременно в 1954—1956 гг. председатель Совета Союза Верховного Совета СССР.
- 1956—1974 гг. — председатель Государственного комитета Совета Министров СССР по вопросам труда и заработной платы.

С августа 1974 г. персональный пенсионер союзного значения.
Похоронен на Донском кладбище.